# De deuren der waarneming
De deuren der waarneming (originele Engelse titel: The Doors of Perception) is een boek van Aldous Huxley waarin hij ervaringen met mescaline beschrijft. Mescaline is het hoofdbestanddeel van de psychedelische peyote-cactus, die al duizenden jaren lang wordt gebruikt bij de religieuze ceremonieën van de Amerikaanse indianen.
De titel is afkomstig van William Blakes gedicht The Marriage of Heaven and Hell (Het Huwelijk van Hemel en Hel).
"Als de deuren der waarneming werden gereinigd, zou alles zich aan de mens vertonen zoals het is, oneindig. Want de mens heeft zichzelf zolang opgesloten, totdat hij alle dingen ziet door de smalle spleten van zijn spelonk."
Het boek heeft de vorm van Huxleys herinneringen aan een mescaline-trip, die een hele middag bestreek. Huxley roept de door hem ervaren inzichten weer op, die uiteenlopen van 'zuiver esthetisch' tot 'sacramenteel'. Hij verwerkt daarin ook latere beschouwingen over de ervaring en de betekenis daarvan voor kunst en religie.

## Synopsis
Na een kort overzicht van het onderzoek van mescaline, vertelt Huxley dat hem in 1953, op een dag in mei om 11 uur 's ochtends 0,4 gram werd gegeven. Huxley schrijft dat hij hoopte inzicht te verwerven in de buitengewone bewustzijnstoestanden en stralend gekleurde landschappen verwachtte te zien. Als hij merkt dat hij alleen maar lichtverschijnselen en vormen ziet, wijt hij dat aan het feit dat hij slecht kan visualiseren, maar ervaart toch een grote verandering van de buitenwereld.
Rond 12.30 uur verandert een vaas bloemen in "het wonder, moment na moment van het naakte bestaan". De ervaring, merkt hij op, is niet prettig en niet vervelend, maar 'is' gewoon. Hij vergelijkt het met Meester Eckharts 'istigheit' of 'is-heid', en Plato's 'zijn' maar niet gescheiden van 'worden'. Hij heeft het gevoel dat hij niet alleen het Hindoe-begrip sat-chit-ananda begrijpt, maar ook de Zen-koan dat 'het Dharma-lichaam van de Boeddha in de heg zit' en het Boeddhistische Zo-Zijn. Huxley legt uit dat hij in die toestand geen 'Ik' had, maar in plaats daarvan een 'Niet-Ik' is. Betekenis en bestaan, patroon en kleur worden belangrijker dan ruimtelijke verhoudingen en tijd. Duur wordt vervangen door een eeuwig heden.
Als hij achteraf terugdenkt aan zijn ervaring, merkt Huxley dat hij het eens is met de filosoof C.D. Broad, dat het brein en zenuwstelsel, om ons in staat te stellen te leven, niet wezenlijke informatie uitfilteren uit het geheel van de Grote Geest.
Samenvattend schrijft Huxley dat het vermogen om helder te denken door mescaline niet afneemt, dat visuele indrukken sterker worden en de menselijke wil geen aanleiding ziet om iets te doen, omdat de ervaring zo indrukwekkend is.
Hij verlaat dan tijdelijk het chronologische verloop en vertelt dat hij, terwijl hij al vier à vijf uur onder invloed van mescaline was, meegenomen werd naar de Werelds Grootste Drug Store (WGDS) waar hij tegen een aantal kunstboeken opliep. In een van die boeken roept het gewaad op Botticelli's schilderij Judith een bespiegeling op over de draperie als een van de belangrijkste artistieke thema's, omdat het schilders in staat stelt het abstracte op te nemen in veraanschouwelijkende kunst, stemming te creëren en ook het mysterie van het zijn te tonen. Tijdens zijn mescalinetrip heeft Huxley het gevoel dat het menselijke gedoe eigenlijk betekenisloos is en hij probeert dat te verhelderen door te filosoferen over schilderijen met afgebeelde personen. Cézannes Zelfportret met strohoed is in zijn ogen ongelofelijk pretentieus, terwijl de menselijke stillevens van Vermeer (zo ook van de gebroeders Le Nain en Vuillard) het beschouwen van die niet-ik-toestand het meest nabij komen.
Voor Huxley weerspiegelt de verzoening tussen deze gereinigde waarnemingen en de mensheid, het eeuwenoude gevecht tussen het actieve en beschouwende leven, bekend als de manier van Martha en die van Maria. Omdat Huxley vindt dat beschouwing ook actie en liefdadigheid in zou moeten houden, komt hij tot de slotsom dat de ervaring wel het toppunt van beschouwen vertegenwoordigt, maar niet volledig is. Onberispelijk gedrag en bedachtzaamheid zijn daarbij noodzakelijk. Toch beweert Huxley dat zelfs het quiëtistische beschouwen een ethische waarde heeft, omdat het te maken heeft met negatieve deugden en handelingen die het transcendente de wereld in moeten leiden.
Na geluisterd te hebben naar Mozarts Pianoconcert in c-mineur, Gesualdo's madrigalen en Alban Bergs Lyrische Suite, loopt Huxley de tuin in. Buiten wordt de aanblik van de tuinstoelen zo enorm indringend dat hij vreest overweldigd te worden; dat geeft hem inzicht in de waanzin. Hij realiseert zich dat spirituele literatuur, waaronder de werken van Jakob Böhme, William Law en het Tibetaans dodenboek, gewag maken van deze kwellingen en angsten. Huxley vraagt zich af of schizofrenie niet de onmogelijkheid is om aan deze werkelijkheid te ontsnappen naar de wereld van het gezonde verstand en dat hulp daarbij dus essentieel is.
Na de lunch en de rit naar de WGDS keert hij terug naar huis en zijn normale geestestoestand. Zijn laatste inzicht is ontleend aan een boeddhistisch geschrift: dat er binnen gelijkheid verschil bestaat, maar dat dat verschil niet van gelijkheid verschilt.
Het boek besluit met Huxleys slotbeschouwing over de betekenis van zijn ervaring. Op de eerste plaats is de drang om zichzelf te overstijgen universeel in alle tijden en culturen (wat door H.G. Wells beschreven werd als De Deur in de Muur). Hij overweegt dat er betere, gezondere 'deuren' dan alcohol en tabak nodig zijn. Mescaline heeft het voordeel dat het bij gebruikers geen gewelddadigheid oproept, maar de werking houdt hinderlijk lang aan en sommige gebruikers reageren er negatief op. Idealiter zou zichzelf overstijgen gevonden moeten worden in de religie, maar Huxley heeft het gevoel dat het onwaarschijnlijk is dat dat ooit zal gebeuren. Christendom en mescaline lijken goed bij elkaar te passen; de Native American Church maakt bijvoorbeeld gebruik van deze drug en het gebruik combineert het religieuze gevoel met decorum.
Huxley komt tot de conclusie dat mescaline geen verlichting is of het Gelukzalige Visioen, maar 'kosteloze genade' (een begrip ontleend aan Thomas van Aquino's Summa Theologica). Het is niet noodzakelijk maar wel nuttig, met name voor de intellectueel, die het slachtoffer van woorden en symbolen kan worden. Hoewel logisch redeneren belangrijk is, heeft rechtstreeks waarnemen ook een intrinsieke waarde. Tot slot beweert Huxely dat iemand die deze ervaring ondergaat ten goede zal veranderen.

## Kritiek door R.C. Zaehner
Een van de eerste kritieken op The Doors of Perception werd geleverd door R.C. Zaehner, hoogleraar aan de Universiteit van Oxford. Zaehner bevestigde het belang van de uitdaging van het boek om bij mensen belangstelling te wekken voor de religieuze ervaring, maar wees ook op wat hij zag als inconsequenties en innerlijke tegenstrijdigheden.
Zaehners kritiek op De deuren der waarneming werd uiteengezet in zijn boek Mysticism Sacred and Profane, dat tevens fungeert als een theïstisch antwoord op wat hij ziet als het monisme van Huxleys boek The Perennial Philosophy (De Eeuwige Filosofie). Zaehner komt tot de slotsom dat Huxleys, onder invloed van mescaline verkregen, inzichten zijn beïnvloed door zijn grondige kennis van de Vedanta en het Mahayana Boeddhisme. De ervaring zou anders zijn voor anderen die de drug innemen en niet die achtergrond hebben, hoewel zij zonder twijfel een verandering van hun zintuiglijke waarneming zullen ervaren. Zaehner zelf was een katholieke bekeerling en voormalig officier bij de Brits geheime dienst.
Dat het verlangen om zichzelf te overstijgen 'een van de belangrijkste verlangens van de ziel' is, wordt door Zaehner betwijfeld. Er zijn altijd mensen die niet dat verlangen voelen om aan zichzelf te ontsnappen, en religie hoeft niet het ontsnappen aan het ego in te houden.
Zaehner bekritiseert wat hij beschouwt als Huxleys kennelijke oproep aan alle religies om drugs (waaronder alcohol) te gebruiken als onderdeel van hun gebruiken. Met het citeren van het verbod van Paulus op dronkenschap in de kerk, in 1 Korinthiërs 11:21 ('Hebt gij dan geen huizen om te eten en te drinken? Of minacht gij de gemeente Gods'), probeert hij duidelijk te maken, dat kunstmatige extase en geestelijk eenworden met God niet hetzelfde is.
Het feit dat er overeenkomsten bestaan tussen de mescaline-ervaring, de manie in een manisch-depressieve psychose en de visioenen van God van een mystieke heilige, betekent voor Zaehner dat de visioenen van de heilige dezelfde moeten zijn als die van een krankzinnige. Bij Huxley met mescaline en bij mensen in een manische toestand, lost de persoonlijkheid op in de wereld, wat overeenkomt met de ervaring van natuurmystici. Deze ervaring is echter anders dan die van de theïstische mysticus, die opgenomen wordt in een God, die iets volstrekt anders is dan de objectieve wereld.
Het aanhangsel bij Mysticism Sacred and Profane bevat drie verslagen van mescaline-ervaringen, waaronder die van Zaehner zelf. Hij schrijft dat hij terechtkwam in een lachwekkend zinloze wereld en merkt op dat de ervaring interessant was en grappig, maar niet religieus.
Huxley reageerde op Zaehner in een in 1961 gepubliceerd artikel: 'Voor de meeste mensen die een dergelijke ervaring is vergund, is het belang vanzelfsprekend. Dr. Zaehner, de schrijver van Mysticism, Sacred and Profane, vindt zijn opzettelijke kennismaking met de drug immoreel. Zijn collega professor Price antwoordt daarop: "spreek voor jezelf!"'
De hoogleraar religie en filosofie Huston Smith was het niet eens met de opvatting dat Mysticism Sacred and Profane de door Huxley in De deuren der waarneming gedane beweringen helemaal had onderzocht en weerlegd. Smith stelt dat bewustzijnsveranderende drugs de hele geschiedenis door en overal ter wereld in verband gebracht zijn met religie, en dat het bovendien mogelijk is dat veel, later weer vergeten, religieuze ervaringen daarin hun oorsprong hadden.
Van mening dat persoonlijkheid, voorbereiding en omgeving allemaal een rol spelen bij de werking van de drug, vraagt Huston Smith aandacht voor de aanwijzingen dat een religieus resultaat van de ervaring niet beperkt lijkt te zijn tot een bepaalde of Huxleys instelling. Het feite dat Zaehners ervaring niet religieus was, bewijst bovendien niet dat geen enkele dat is. In tegenstelling tot Zaehner, wijst Huston Smith erop dat er aanwijzingen bestaan, die doen vermoeden dat deze drugs een theïstische mystieke ervaring kunnen teweegbrengen.
Omdat de beschrijvingen van spontaan optredende en door drugs gestimuleerde mystieke ervaringen fenomenologisch niet van elkaar onderscheiden kunnen worden, ziet Huston Smith het standpunt van Zaehner in Mysticism Sacred and Profane, als het gevolg van de controverse tussen wetenschap en religie – dat religie de neiging vertoont de bevindingen van de wetenschap te negeren. Niettemin hoeven deze drugs, hoewel zij een religieuze ervaring teweeg kunnen brengen, niet per se tot een religieus leven te leiden, tenzij ze gebruikt worden in de context van geloof en discipline. Hij besluit met de uitspraak dat psychedelische drugs niet vergeten moeten worden in relatie tot religie, omdat het verschijnsel van het religieuze ontzag of de ontmoeting met het heilige afneemt en religie bij afwezigheid daarvan niet lang kan overleven.

## Latere ervaringen en ontwikkelingen in het denken van Huxley
In oktober 1955 had Huxley een lsd-ervaring die hij indringender vond, dan die in The Doors of Perception is beschreven. 'Huxley was zo overweldigd dat hij begreep dat zijn eerdere experimenten, die hij had beschreven in de Deuren en Heaven and Hell, eigenlijk niet meer dan vermakelijke vertoningen waren geweest.' In een brief aan psychiater Humphry Osmond beschreef hij zijn ervaring als "het rechtstreekse, totale bewustzijn, van binnenuit, als het ware, van Liefde als het voornaamste en wezenlijke kosmische gebeuren. (...) Ik wás dat gebeuren, of misschien zou het juister zijn te zeggen dat dit gebeuren de plaats innam waar ik was geweest. (...) En de dingen waardoor bij die eerste gelegenheid mijn aandacht volledig in beslag was genomen, zag ik nu als verleidingen – verleidingen om te ontsnappen aan de echte werkelijkheid naar een valse, of in ieder geval onvolmaakte en gedeeltelijke Nirwana's van schoonheid en louter kennis." Deze ervaring kwam terecht in het laatste hoofdstuk van Island.

## Culturele referenties
- Huxleys boek inspireerde de jonge Jim Morrison om zijn rockband The Doors te noemen.[16] Morrison citeerde Huxley vaak en uitgebreid.
- De Griekse componist Kyriakos Sfetsas baseerde zijn "Vier stukken voor twee piano's" (1986) op The Doors, met passende titels voor elk deel.
- In de film Doctor Strange heeft Stan Lee een exemplaar van The Doors of Perception in zijn hand.

## Publicatiedata
The Doors of Perception wordt meestal samen in één boek gepubliceerd met Huxleys essay Heaven and Hell (1956).
- The Doors of Perception and Heaven and Hell, 1954, 1956, Harper & Brothers
  - 1977 Harpercollins (UK), mass market paperback: ISBN 0-586-04437-X
  - 1990 Harper Perennial edition: ISBN 0-06-090007-5
  - 2004 Harper Modern Classics edition: ISBN 0-06-059518-3
  - 2004 Sagebrush library binding: ISBN 1-4176-2859-6
- The Doors of Perception, unabridged audio cassette, Audio Partners 1998, ISBN 1-57270-065-3
- De deuren der waarneming, 1971, Uitgeverij Contact, Amsterdam. Vertaald en van een nawoord voorzien door Simon Vinkenoog